# Lisl Steiner

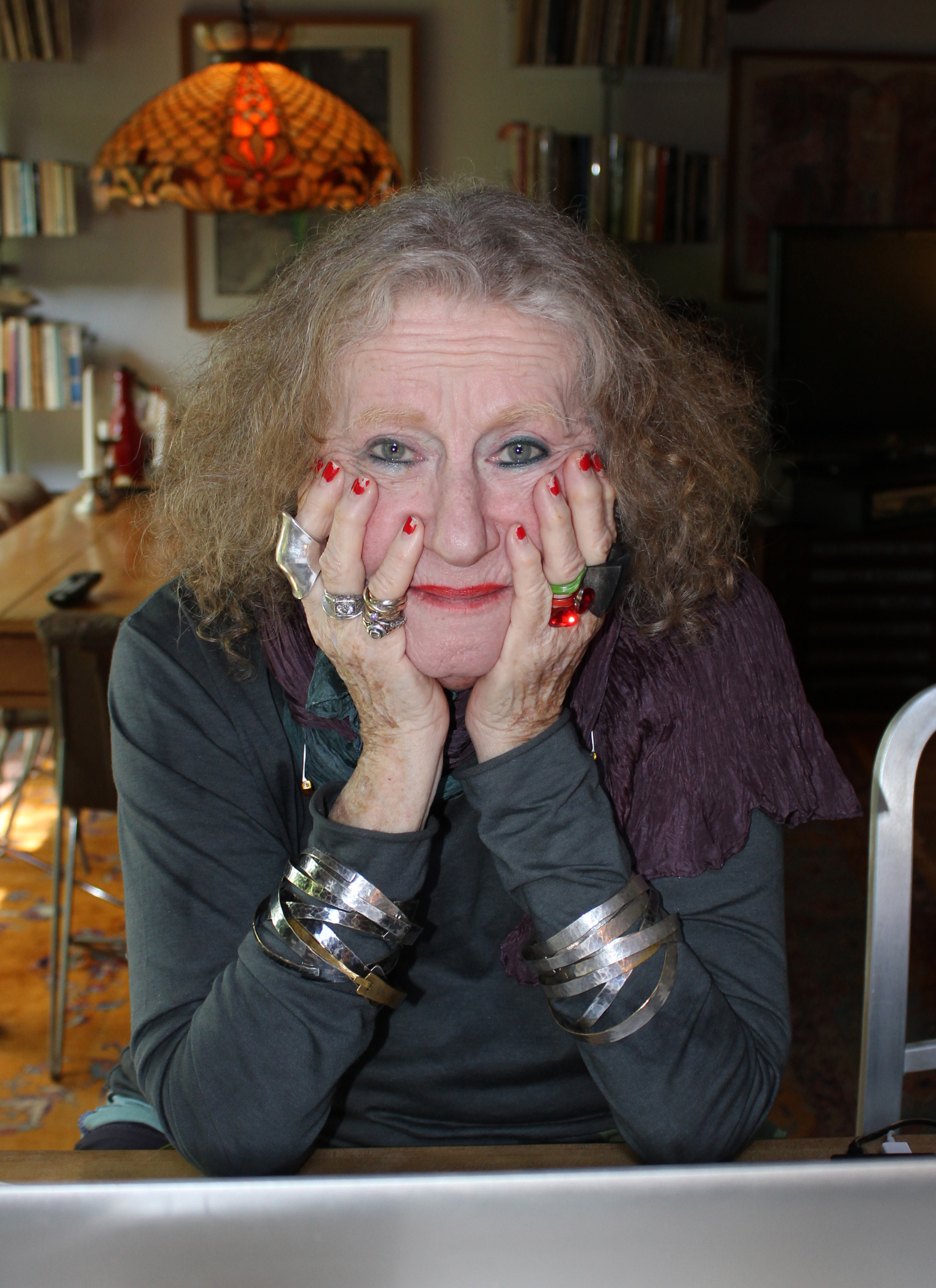
Lisl Steiner (2013)

Elisabeth (Lisl) Steiner, verheiratete Monchek (* 19. November 1927 in Wien; † 7. Juni 2023 in Pound Ridge, New York) war eine US-amerikanische Fotografin, Fotojournalistin und Zeichnerin österreichischer Herkunft. Bekannt wurde sie insbesondere durch Porträtfotografien prominenter Persönlichkeiten der 1960er und 1970er Jahre.

## Leben
Lisl Steiner wuchs bis zum 11. Lebensjahr in ihrer Geburtsstadt Wien auf. Sie war das einzige Kind ihrer Eltern. Da ihre Mutter Jüdin war, emigrierte die Familie angesichts der bevorstehenden Machtübernahme der Nationalsozialisten 1938 über Triest nach Buenos Aires. Sie wählten dieses Ziel, da bereits ein Bruder ihres Vaters in Buenos Aires lebte. Lisl Steiner verbrachte dort ihre Jugend und studierte von 1941 bis 1944 bildende Kunst an der Escuela Superior de Bellas Artes „Fernando Fader“. Außerdem war sie eine Privatschülerin von Jean Alexandre Josse und Ignazio Kaufman, der sie im Zeichnen unterrichtete. Ein Studium an der Universität brach sie wieder ab und bildete sich stattdessen autodidaktisch weiter.
Ab Mitte der 1940er Jahre verband Steiner eine Freundschaft mit dem argentinischen Künstler Gyula Kosice, einem der Initiatoren der künstlerischen Strömung Movimiento Arte Madí. Unter ihrem vollständigen Namen Elisabeth Steiner beteiligte sie sich an Gruppenausstellungen dieser Bewegung, auf denen sie Zeichnungen und Gemälde zeigte.
Von 1945 bis 1953 war Steiner in der argentinischen Filmbranche tätig, wo sie verschiedene Aufgaben wie die einer Produktionsassistentin übernahm. Sie arbeitete unter anderem mit Karl Ritter und Ralph Pappier zusammen und wirkte an der Entstehung von rund 50 Dokumentarfilmen mit. Parallel dazu begann sie als Fotojournalistin für die argentinischen Zeitschriften Leoplan und Buenos Aires Musical zu arbeiten. Sie bereiste Brasilien und veröffentlichte Bilder in der brasilianischen Illustrierten O’Cruzeiro. Von 1956 bis 1960 gehörte sie der von dem Fotografen und Maler Sameer Makarius (1924–2009) gegründeten „Grupo Forum“ an.
1960 zog Steiner nach New York City, wo sie anfangs freischaffend für die Bildagentur Keystone arbeitete. Ihre Porträt- und Reportage-Fotografien erschienen unter anderem in Time, Newsweek, New York Times, Life, Musical America, Dance Magazine und Die Woche.
Steiner war in erster Ehe mit einem Sohn des deutschen Opernregisseurs Otto Erhardt verheiratet. 1970 heiratete sie den New Yorker Psychoanalytiker Michael Meyer Monchek († 1992) und zog mit ihm nach Pound Ridge, wo sie auch nach seinem Tod weiterhin lebte.
Steiner hatte die US-amerikanische Staatsbürgerschaft, besuchte jedoch auch seit den 1960er Jahren wieder regelmäßig Österreich. Sie sprach Wienerisch mit englischen Wendungen und identifizierte sich in Interviews mitunter als Wienerin. Ihren Vorlass übergab sie in mehreren Schritten der Österreichischen Nationalbibliothek (1999 Zeichnungen, 2004 erster Teil ihrer Fotografien).
Lisl Steiner starb 2023 im Alter von 95 Jahren in einem Krankenhaus in Pound Ridge an den Folgen einer Infektion.

## Werk
Steiner gehörte zu den bedeutenden Porträt- und Reportage-Fotografen der 1960er und 1970er Jahre. 1957 machte sie als Fotojournalistin erstmals durch ein Porträt des argentinischen Diktators Pedro Eugenio Aramburu auf sich aufmerksam. Es erschien in der Zeitschrift Life und zeigt Aramburu beim Fliegenfischen. Auch andere bekannte Bilder Steiners stellen Prominente in privaten Momenten dar wie Franz Beckenbauer in der Badewanne im Gespräch mit Henry Kissinger (1976) oder den mit Badehaube und nacktem Oberkörper an einem Schreibtisch sitzenden Louis Armstrong (1957). Andere ihrer Aufnahmen zeigen Fidel Castro nach einer Rede in Buenos Aires (1959) und Jacky Kennedy beim Begräbnis von Martin Luther King. Zu den von Steiner porträtierten bekannten Persönlichkeiten zählen weiters Indira Gandhi, Leonard Bernstein, Duke Ellington, Miles Davis, Pelé, Richard Nixon, Martin Luther King, Norman Mailer, Erich Kleiber und Pablo Neruda.
Steiner porträtierte auch unbekannte Personen wie beispielsweise eine Toilettenfrau in New Orleans und einen Seilbahnfahrer in Rio de Janeiro. Ab 1959 arbeitete sie an dem humanistischen Langzeit-Großprojekt Children of America, in dessen Verlauf Fotografien von Kindern aus 31 Ländern Nord- und Südamerikas entstanden. Neben Porträtfotografien fing Steiner Menschen auch als Teilnehmer an Momenten der Zeitgeschichte ein. Zu erwähnen ist ihre Aufnahme von geschockten New Yorker Einwohnern am Times Square, die gerade aus den Schlagzeilen von dem Attentat auf John F. Kennedy erfahren.
Steiner setzte bei der Fotografie auf Intuition und Spontanität, eine zu technische oder intellektuelle Herangehensweise hätte ihrer Ansicht nach die Kreativität eingeengt. Sie gehörte zu den ersten Reportage-Fotografen, die auf den Blitz verzichteten, wodurch es ihr oft auch gelang, unbemerkt zu bleiben. Ihre Bilder werden als sehr direkt, oft etwas skurril und überraschend beschrieben.
Neben ihrer Tätigkeit als Fotografin war Steiner auch als Zeichnerin aktiv, oft bildete sie ein Motiv kurz hintereinander auf beide Arten ab. Viele ihrer skizzenhaften Arbeiten zeigen bekannte Musiker und Dirigenten, die sie während der Proben am Teatro Colón in Buenos Aires porträtierte. Hierzu zählen Pau Casals, Sergiu Celibidache, Wilhelm Furtwängler, Friedrich Gulda, Herbert von Karajan und Otto Klemperer.
2015 veröffentlichte Steiner den autobiografischen Bildband Lisl Baby: ich bin die Scheherazade der Fotografie.

## Ausstellungen (Auswahl)
Einzelausstellungen
- 1976: Museo de Arte Moderno de Buenos Aires[3]
- 1999: Österreichische Nationalbibliothek (Zeichnungen)
- 2000: Leica Gallery, New York
- 2017: „Porträts aus dem Paradies“, Österreichisches Kulturforum, Bratislava

Ausstellungsbeteiligungen
- 1946: Madí, Instituto Francés de Educación Superior, Buenos Aires (mit Katalog)
- 1956: Museo de Artes Plásticas Eduardo Sívori, Buenos Aires (mit der Grupo Forum)
- 1998: Übersee. Flucht und Emigration österreichischer Fotografen 1920–1940, Kunsthalle Wien
- 2012: „Vienna’s Shooting Girls“, Jüdisches Museum Wien[7]

## Darstellung von Lisl Steiner in Film und Fotografie
Der Fotograf Meinrad Hofer porträtierte Lisl Steiner im Rahmen einer Reihe über von den Nationalsozialisten zur Emigration gezwungene österreichische Juden. Seine Arbeiten wurden 2014 in der Galerie West 46 in Wien ausgestellt.
Martina Hechenberger und Thomas Hackl drehten eine Dokumentation über die mit 88 Jahren noch aktive Fotografin Lisl Steiner, während sie sich zwei Wochen lang in Wien aufhielt und Orte aufsuchte, die sie geprägt haben. Der Film Lisl Steiner – Coming Home? wurde 2015 im Rahmen eines Immigrationsschwerpunkts auf ORF III ausgestrahlt.
Der Fotograf Robert Newald nahm ein Porträt von Steiner auf, das im Standard erschien. Er gewann damit 2016 den österreichischen Fotopreis Objektiv in der Kategorie Kunst und Kultur. Im gleichen Jahr lief auch Newalds Dokumentarfilm Lisl Steiner – Photographin auf dem Jüdischen Filmfestival in Wien.

## Publikationen
- Lisl Baby: ich bin die Scheherazade der Fotografie. Lisl Steiner. Übersetzung Brigitte Scott. Edition Lammerhuber, Baden 2015, ISBN 978-3-901753-98-5.